# Ga Dohwa
Ga Dohwa là ga tàu điện ngầm của Incheon, Hàn Quốc quản lý bởi Korail.

## Bố trí ga
| ↑ Juan                |
| \| １２ \| \| ３４ \| |
| Jemulpo ↓             |

| 1     | ● Tuyến 1 | ← Hướng đi Yeoncheon     |
| 2 · 3 | ● Tuyến 1 | → Đường ray tàu tốc hành |
| 4     | ● Tuyến 1 | → Hướng đi Incheon →     |